# 2007 en Biélorussie
Cet article détaille les faits marquants de l'année 2007 en Biélorussie.

## Évènements
- Lundi 1er janvier : entrée en vigueur de l'accord du 31 décembre 2006 avec la Russie :
  - Le prix du gaz importé passe de 46 à 100 dollars les mille m³, cependant moins que le prix du marché (260 $) ;
  - Gazprom (groupe russe) prend 50 % de Beltransgaz qui gère les flux de gaz liquide vers l'Europe et le tarif du transit passe de 0,75 $ à 1,45 $ par 1 000 m3 sur 100 km.
- Lundi 8 janvier : la société russe Transneft interrompt les exportations de brut par l'oléoduc Droujba qui dessert l'Europe via la Biélorussie, desservant l'Allemagne, la Pologne, la Hongrie, l'Ukraine et la Slovaquie. Cette décision est prise en réaction à l'instauration par le gouvernement biélorusse d'une taxe de transit de 45 $/tonne.
- Mercredi 10 janvier : le gouvernement renonce à l'instauration de la taxe de transit de 45 $/tonne sur le pétrole russe vers l'Europe occidentale passant par l'oléoduc Droujba.